# 胶卷分装器

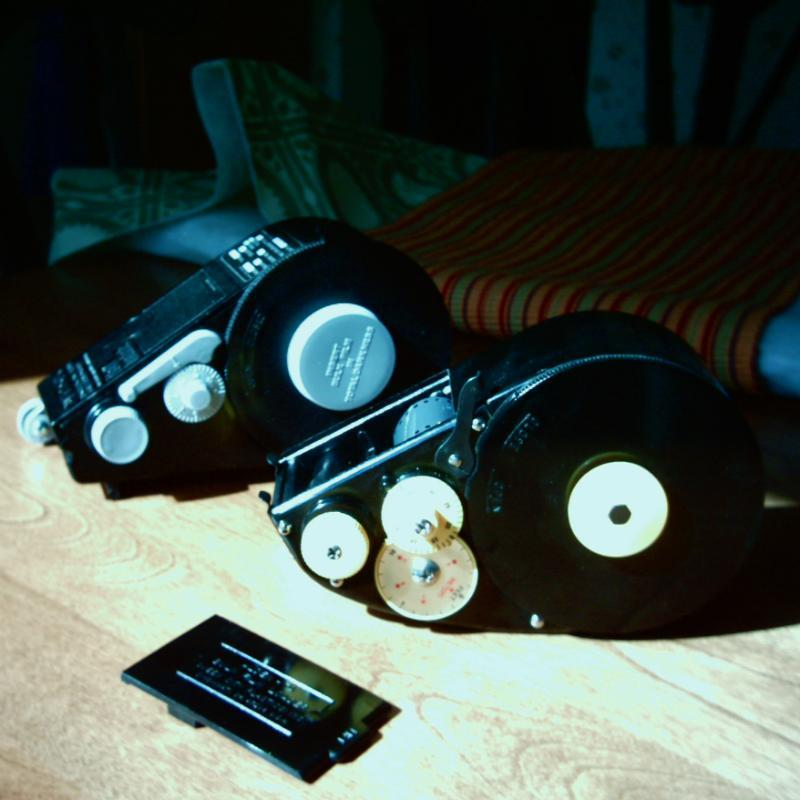
胶卷分装器

胶卷分装器是用来将35毫米长装胶卷在环境明亮的情况下装入35毫米胶卷暗盒的器具。用胶卷分装器的优点在于不需要在暗室内摸黑操作，简单方便，又不易沾污胶卷。
胶卷分装器用塑料制成，其构造分四部分:.
1. 胶卷分装器全体是一个大暗盒，有两个可以卸下的盖子，大圆盖是胶卷储存室盖，另一个是长方形的绕片室盖。
2. 打开大圆形的储存室盖，可见圆柱形扁腔，即是胶卷储存室，供储存长胶卷用；正中的一口长螺丝正好穿入长装胶卷的轴盘，胶卷通过一条可交错的狭缝引出到绕片室，盖回储存室盖子。
3. 打开长方形的绕片室盖，可见绕片室；35毫米胶卷必须通过两个齿轮，扣合胶卷两边的齿轮孔，穿入活门暗盒[3]的绕片轴上，盖上绕片盖，关闭储存室盖
4. 计数器。摇动手摇把将胶卷绕入胶卷暗盒，胶卷的齿轮孔带动计数器,每装入一幅,计数器进位一格。计数器盘的度数由0至于40，可供分装24或是36幅胶卷。